# 老红砂岩

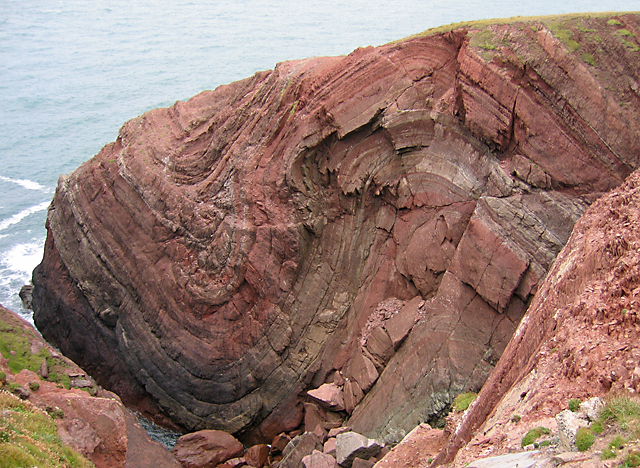
威尔士彭布羅克郡的老紅砂岩形成之褶皺

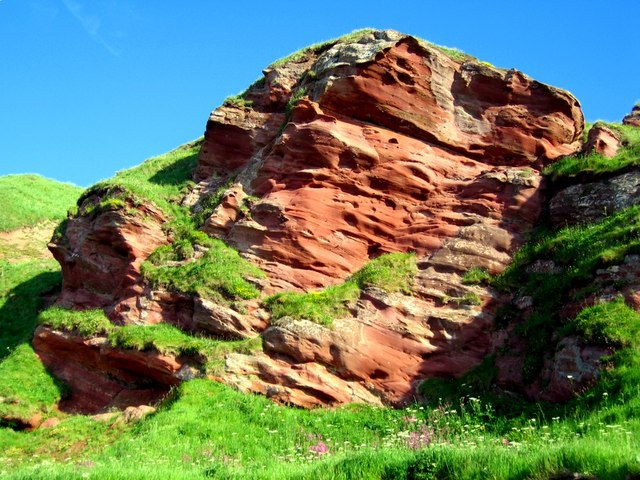
蘇格蘭阿伯丁郡的老紅砂岩

老红砂岩（Old Red Sandstone）主要指分布于欧洲西北部的泥盆纪陆相沉积物。在陆地上，苏格兰东北部沿海区域，奥克尼群岛（Orkney Island），设得兰群岛（Shetland Island），米德兰山谷（Midland Valley），英格兰西南部，爱尔兰以及斯堪的纳维亚半岛西岸均有分布；在北海区域，老红砂岩主要分布于北海中部和北部，而北海南部迄今为止没有关于钻遇该地层的报告。

## 地质简史
古巨神海（Iapetus Ocean）于早-中志留世关闭，使得原本分离的劳伦大陆、波罗地大陆和阿瓦隆尼亚大陆合并为欧美大陆（Euramerica），亦有学者将其称为老红砂岩大陆（Old Red Sandstone Continent）。目前已知古巨神海缝合线只存在于今天曼岛Niarbyl附近的断层，数块大陆的合并也使得本来分离的英格兰和苏格兰合并在一起。英格兰，苏格兰和北海区域处于欧美大陆的中心位置，在晚志留世-早泥盆世位于南纬30°区域。随着欧美大陆的不断向北移动，在泥盆纪结束时，不列颠群岛和北海区域大致处于南纬10°位置。

## 地层划分
老红砂岩可以大致按沉积相划分为下老红砂岩，中老红砂岩和上老红砂岩三个组，并可以基本与下泥盆纪，中泥盆纪和上泥盆纪地层对应，有学者认为下老红砂岩的底部可以追溯到晚志留世，而上老红砂岩的顶部则可以延伸至早石炭世。

## 岩石学和沉积环境
对野外露头和钻井岩心的研究证实，老红砂岩的岩性以砂岩为主，包含砾岩，粉砂岩和泥岩。其偏红的颜色主要为含有铁的氧化物所致，但并非所有老红砂岩均显示红色，某些富含碳酸盐岩组分的老红砂岩可以显示灰色或者灰绿色。
老红砂岩是一套典型的陆相沉积物，其主要沉积环境为干旱-半干旱环境下的冲积扇，辫状河，湖相沉积物和风成沉积物。按地层划分，沉积环境可简要陈述如下：
- 下老红砂岩（早泥盆世）：该时期主要沉积环境为局限于山间盆地的冲积扇，规模小（主要分布于苏格兰米德兰山谷，苏格兰东北部沿海地区），分布零散。由于距离物源区较近，砾石级颗粒含量较高。沉积物搬运方向大致为由西向东[4]。

- 中老红砂岩（中泥盆世）：由于断层的拉伸活动，使得局限于山间盆地的冲积扇此时得以流向更远的范围并合并在一起，最终形成了一个巨大的奥尔卡迪安（Orcadian）湖。该湖几乎存在于整个中泥盆世并覆盖了整个苏格兰地区，北海中北部和北部，这从苏格兰东北部沿海的湖相薄层细砂岩（flagstone）可以得到证实[5]。值得注意的是，北海中部Auk油田和Alma油田的地震资料均证实该处的中泥盆世为海相灰岩，表明中泥盆世由南向北的海侵事件在最北端已经影响到了北海中部地区[6]。

- 上老红砂岩（晚泥盆世）：拉伸活动最终使湖泊消失，整个不列颠岛和北海地区在晚泥盆世被一个巨大的河流系统所覆盖。该河流系统从北海中南部一直延伸到设得兰群岛。河流方向依然为由西向东，沉积物来自数个物源区，以南部高地（Southern Uplands），格兰扁山脉（Grampian Mountains）和西北高地（Northwest Highlands）为主。除此之外，风成沙沉积也在米德兰山谷，奥克尼群岛和北海中部的Alma油田所发现，一般认为风成沙的搬运方向为从东向西[7]。

## 石油勘探潜力
长久以来，泥盆纪地层被认为几乎没有成为良好石油储层的可能，其主要原因是大部分钻遇的泥盆纪地层由于强烈的胶结作用而十分致密，导致原生孔隙的大量丧失，其中主要胶结物为碳酸盐岩和石英次生加大。但从1975年开始北海石油勘探至今，在英属和挪属北海海域共有6个油田（英属北海：Alma, Auk, Buchan, Stirling, West Brae；挪属北海：Embla）包含孔隙度和渗透率均较好的泥盆纪砂岩，并有良好的石油产出，其有机物来源为上覆侏罗纪启莫里富有机质粘土岩（Kimmeridge Clay）。最近关于Alma油田上泥盆纪砂岩的研究表明，具有良好储层性质的泥盆纪砂岩为主要为成分成熟度和结构成熟度均较高的辫状河河道砂岩和风成砂岩，该类砂岩孔隙度最高可达28%，渗透率可达数达西，因此有学者提出北海盆地泥盆纪地层的石油勘探潜力被低估。